# Nie Weiping
Nie Weiping (聶衛平T, 聂卫平S, Niè WèipíngP; Shenzhou, 17 agosto 1952) è un goista cinese.

## Biografia
Nato a Shenzhou, Nie ha iniziato a imparare il Go all'età di nove anni e ha vinto il campionato mondiale amatoriale di Go inaugurale nel 1979. A Nie è stato assegnato il grado 9 dan nel 1982. È diventato famoso nel mondo Go dopo aver portato la Cina alla vittoria nelle Supermatch Cina-Giappone, battendo diversi giocatori giapponesi di alto livello tra cui il suo insegnante, Hideyuki Fujisawa. Si è guadagnato il soprannome di "Portiere d'acciaio" per la sua capacità di mettere insieme le vittorie come ultimo giocatore cinese rimasto. Nie ha vinto il Tianyuan due volte, nel 1991 e nel 1992.
| Titolo                                  | Vittorie                        | Secondi posti        |
| Nazionali                               | Nazionali                       | Nazionali            |
| --------------------------------------- | ------------------------------- | -------------------- |
| Guoshou                                 | 1 (1981)                        | 1 (1982)             |
| Campionato cinese di Go                 | 6 (1975, 1977-1979, 1981, 1983) | 1 (1984)             |
| Qiwang                                  | 1 (1990)                        | 1 (1991)             |
| Nuova Coppa dello sport                 | 8 (1979-1983, 1988-1990)        | 2 (1984, 1991)       |
| Mingren                                 |                                 | 1 (1991)             |
| Tianyuan                                | 2 (1991, 1992)                  | 3 (1987, 1993, 1995) |
| Shiqiang                                | 6 (1987-1989, 1991, 1993-1994)  | 1 (1990)             |
| Coppa Baosheng                          | 4 (1991-1992, 1994-1995)        |                      |
| Coppa Longshan                          |                                 | 1 (1995)             |
| Coppa CCTV                              | 3 (1987, 1993, 1997)            | 3 (1989, 1992, 1995) |
| Haitian Seniors Cup                     | 1 (1998)                        |                      |
| Coppa Weifu Fangkai                     | 1 (2003)                        |                      |
| Coppa Taiping Shuzhen                   | 4 (2016, 2018-20)               | 1 (2017)             |
| Totale                                  | 37                              | 14                   |
| Continentali                            |                                 |                      |
| Tengen Cina-Giappone                    | 1 (1992)                        | 1 (1991)             |
| Mingyue Shan Cup                        |                                 | 1 (2015)             |
| Torneo dei veterani Cina-Giappone-Corea |                                 | 1 (2018)             |
| Nie Weiping Cup                         |                                 | 1 (2019)             |
| Totale                                  | 1                               | 3                    |
| Internazionali                          |                                 |                      |
| Ing Cup                                 |                                 | 1 (1988)             |
| Coppa Fujitsu                           |                                 | 1 (1990)             |
| Coppa Tong Yang                         |                                 | 1 (1995)             |
| Totale                                  | 0                               | 3                    |
| Carriera                                |                                 |                      |
| Totale                                  | 38                              | 21                   |